# Rudel Calero
Rudel Calero   (Bluefields, 20 de desembre de 1982) és un exfutbolista nicaragüenc de la dècada de 2000.
Fou 26 cops internacional amb la selecció de Nicaragua.
Pel que fa a clubs, destacà a Real Estelí.